# Arve

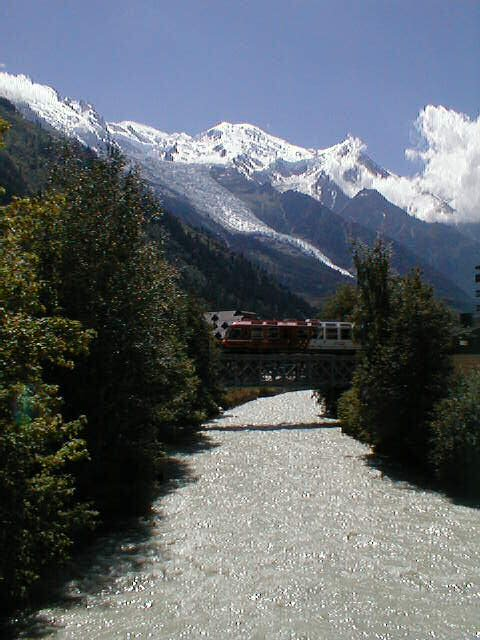
L'Arve a Chamonix

L'Arve és un riu francès que neix a la vall de Chamonix i recull les aigües del costat nord-oest del massís del Mont Blanc. Té una llargada de 102 km, gairebé tots al Departament de l'Alta Savoia, excepte els últims quilòmetres que estan al cantó suís de Ginebra, on desemboca al riu Roine un quilòmetre després que aquest hagi deixat el Llac Leman.

## Localitats i municipis per on flueix
L'Arve rega els municipis del Departament de l'Alta Savoia següents: Chamonix, Les Houches, Servoz, Passy, Sallanches, Magland, Cluses, Scionzier, Thyez, Marnaz, Vougy, Marignier, Ayse, Bônavela, Arenthon, Faucigny, Scientrier, Reignier, Contamine-sur-Arve, Nangy, Arthaz-Pont-Notre-Dame, Monnetier-Mornex, Vétraz-Monthoux, Étrembières, Annemasse, Gaillard i finalment els municipis suïssos de Thônex, Veyrier, Chêne-Bougeries, Carouge i Ginebra.

## Afluents
- L'Arveyron
- El Bonnant
- El Giffre
- El Borne
- La Menoge
- La Sallanche
- La Diosaz
- El Foron
- La Seymaz
- L'Aire